# Храм Николая Чудотворца (Аристово)
Церковь Николая Чудотворца на урочище Николо-Любуты — православный храм в селе Аристово Андреапольского района Тверской области России. В настоящее время находится в сильноразрушенном состоянии. Выявленный памятник архитектуры.

## Расположение
Руины храма расположены примерно в 400 метрах к юго-востоку от современной деревни Аристово, где раньше располагался погост Никольское (Николо-Любуты).

## История
Каменный двухпрестольный храм на Никольском погосте был построен в 1819 году.
По данным проверок 1876 и 1879 годов собственного причта храм не имел, был приписан к Воскресенской церкви погоста Любуты-Воскресенское (уничтожен в советское время).

## Архитектура и современное состояние
Руины. Основные объёмы храма сильно пострадали при советской власти. От четверика церкви сохранились только угловые опоры, несущие ротонду, перекрытую куполом, который венчает глухой барабан. Снаружи ротонда имеет форму восьмерика. Апсида почти полностью обрушена, от трапезной с плоским деревянным потолком сохранилась только северная стена. Лучше всего сохранилась двухъярусная колокольня, имеющая массивное прямоугольное основание и квадратный ярус звона со срезанными углами. Южный и северный фасады храма, вероятно, были оформлены портиками, от которых сохранились лишь угловые колонны. Вблизи церкви находятся остатки парка, что указывает на существование здесь усадьбы.